# Émile Masson (1922-1940)
Pour les articles homonymes, voir Émile Masson (homonymie).
Émile Masson, né le 13 août 1922 à Boulogne-sur-Mer, mort le 12 novembre 1940 à Amiens, est un résistant français pendant la Seconde Guerre mondiale, fusillé par les Allemands.

## Biographie
Émile Masson, marin-pêcheur à Saint-Valery-sur-Somme, était le fils de Joseph, Louis Masson, marin, et de Madeleine Louise Siabas, ménagère. En août 1940, avec son ami Lucien Brusque, ils vinrent en aide à Serge de Moussac (créateur du réseau Narvik) après son évasion du Crotoy en se réfugiant dans la chapelle de Pinchefalise, avec la complicité de l’abbé Leroux.
Le 22 octobre 1940, Émile Masson, Lucien Brusque et son jeune frère, Marcel coupèrent des lignes téléphoniques qui servaient à l'armée allemande, au lieu-dit : le Bois Cavin. Cela constituait pour la Allemands, un crime de guerre passible de la peine de mort. Arrêtés par la gendarmerie française, écroués à la prison d'Abbeville puis transférés à celle d'Amiens, les trois jeunes hommes furent déférés devant le tribunal militaire allemand, le 12 novembre 1940. Émile Masson et Lucien Brusque furent condamnés à mort  « pour avoir agi comme franc-tireur et pour avoir commis des actes de violence et de sabotage de câbles téléphoniques au préjudice de l’armée Allemande » et fusillés dans les fossés de la citadelle d'Amiens, aussitôt  après l'énoncé du verdict à 10h,,. Marcel Brusque, âgé de 15 ans et demi, eut la vie sauve en raison de son jeune âge. Il fut condamné à quatre ans d'emprisonnement. Aucun d'entre eux ne faisaient partie d'un réseau de résistance. Ce furent les deux premiers fusillés de Picardie.
Pour que leur exécution servit d'exemple à la population, elle fut annoncée par voie d’affiches où les condamnés étaient qualifiés de « francs-tireurs ».

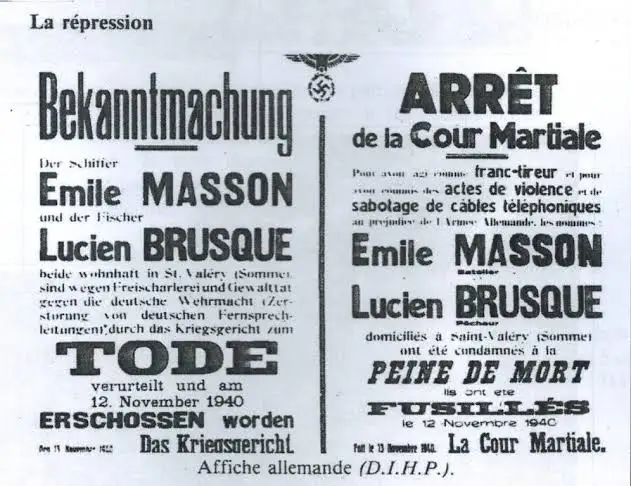

Un soldat allemand, sur place prit une photo des exécutés et la fit développer chez un photographe amiénois, Pierre Caron, qui parvint à en transmettre un tirage à la Résistance. Cette photo est parvenue en Angleterre, elle fut publiée dans la presse britannique, américaine et suédoise.

## Hommage posthume
- A Saint-Valery-sur-Somme : son nom est inscrit sur une stèle, rue Roche Madone[11].

## Pour approfondir

### Filmographie
- Apocalypse, la Deuxième Guerre mondiale film documentaire en six épisodes d'Isabelle Clarke et Daniel Costelle - épisode 3 « Le Choc », 2009.